# Brenner Souza da Silva
Brenner Souza da Silva, mais conhecido como Brenner (Cuiabá, 16 de janeiro de 2000), é um futebolista brasileiro que atua como centroavante. Atualmente, joga pela Udinese.
Nascido em Cuiabá, Brenner começou na escolinha de seu bairro com oito anos e entrou no São Paulo aos onze após um olheiro ter ido ao local e gostado de seu futebol. Sempre teve a fama de goleador nas categorias de base, chegando a fazer 44 gols em 21 jogos e ser artilheiro de três torneios em 2017. Esse destaque o fez ser integrado no time principal em 2018 pelo técnico Rogério Ceni, e com apenas dois treinos feitos no profissional, Brenner estreou pelo tricolor na derrota por 1–0 para o Athletico Paranaense no Campeonato Brasileiro e fez seu primeiro gol na carreira em 4 de dezembro no empate de 1–1 com o Bahia também no Brasileiro.
No começo do ano seguinte foi titular absoluto com o treinador Dorival Júnior, mas após a demissão de Dorival e a chegada do uruguaio Diego Aguirre ao clube, Brenner acabou perdendo espaço e atuou em apenas dois jogos, tendo em um desses jogos chorado ao ser substituído. Devido à sua baixa utilização, a diretoria acabou até discutido sua ida para a categoria Sub-20 do clube, ideia que foi recusada pelo jogador por achar que estava sendo desvalorizado. Chegou a ser integrado ao Sub-23 por um tempo, onde fez quatro gols em três jogos.
Após só ter disputado seis partidas pelo São Paulo no ano de 2019 e ter poucas chances com Cuca, em maio foi anunciado seu empréstimo ao Fluminense até o final da temporada. Sua passagem foi relâmpago e disputou apenas seis partidas, tendo no final do ano sido chamado para disputar a Copa São Paulo, mas recusou por achar que seria um retrocesso em sua carreira.
Chegou a ficar desanimado e cogitou desistir de jogar futebol com os acontecimentos, mas Fernando Diniz o deu uma nova oportunidade e o integrou ao elenco em 2020. Sua temporada foi excelente, tendo formado com Luciano uma dupla de ataque goleadora no ano chegando a 33 gols feitos, com Brenner fazendo 18 deles e superando o número de gols de todos os atacantes do clube em 2019, que 31 tentos. Antes de sua despedida do tricolor em 2021 para ir ao Cincinnati, dos EUA, também foi um dos quatro artilheiros da Copa do Brasil com seis gols. Pelo clube estadunidense, integrou a lista "22 Under 22" da MLS na 14ª posição e foi o artilheiro do clube na temporada com oito gols.

## Carreira

### Início
Nascido em Cuiabá, Brenner começou a jogar futebol com apenas cinco anos em um pequeno estádio de Residencial Coxipó, um bairro de sua cidade natal. Com oito anos, começou a atuar em uma escolinha chamada Escolinha do Profeta, também localizada em Cuiabá.

### Base
Aos onze anos, ainda atuando nessa escolinha, foi notado por um olheiro do São Paulo que havia ido ao local para observar jovens atletas e acabou sendo um dos escolhidos para fazer testes no clube paulista. Brenner então foi aprovado e começou a aturr pela base do clube, tendo assinado seu primeiro pré-contrato com o São Paulo aos 13 anos.
Desde sua chegada ao clube, sempre foi considerado um dos destaques da base tricolor pela sua grande quantidade gols e por isso, começou a ser notado ainda no Sub-15 do clube quando fez 23 gols em 30 jogos no ano de 2015. Neste ano, ainda foi artilheiro da Copa Nike com 7 gols.
Seu ano de 2016 atuando pelo Sub-17 do clube foram recheados de títulos, tendo ganhado seis: Copa Ouro Sub-17, Taça BH Sub-17, Salvador Cup Sub-16, Aspire Tri-Series Sub-19 e o Campeonato Paulista Sub-17, tendo feito nove gols em 30 jogos, uma média abaixo do ano anteriror. Porém em 2017, Brenner voltou a ter uma média alta e fez memoráveis 44 gols em 21 jogos (média de dois gols por jogo), tendo ainda sido artilheiro do Campeonato Paulista Sub-17 de 2017 com 28 gols, da Taça BH com 6 (campeão também) e da Copa Santiago com 8 gols (também foi o melhor jogador).

### Profissional

#### 2017
Devido ao seu grande destaque na base, Brenner foi chamado por Rogério Ceni, técnico do São Paulo na época, para treinar pela primeira vez entre os profissionais. Após apenas dois treinos como profissional, Brenner foi lançado por Ceni e fez sua estreia profissional pelo São Paulo em 21 de junho, na derrota por 1–0 para o Athletico Paranaense pela 9ª rodada do Campeonato Brasileiro, entrando aos 30 minutos do 2º tempo no lugar de Cueva. Após sua boa estreia, Ceni disse:
| “                                                 | É um jovem de 17 anos e que se destacou na base. Treinou conosco, gosto de promover esse intercâmbio. Léo Natel veio, Caíque também. É um intercâmbio bacana para um garoto de Cotia vislumbrar a possibilidade de jogar no São Paulo. O Brenner apesar de jovem teve a chance. Ontem no treino fez dois gols, foi bem. | ” |
| — Rogério Ceni, em entrevista ao UOL após o jogo. | |   |

Em 12 de setembro, renovou seu contrato até setembro de 2022, tendo sua multa rescisória aumentada para 100 milhões de reais para clubes brasileiros e 50 milhões de euros (R$ 186,36 milhões) para times do exterior.
Foi titular de uma partida pela primeira vez em 26 de novembro, subtituindo o lesionado Lucas Pratto na vitória por 2–1 sobre o Coritiba pela 37a rodada do Campeonato Brasileiro, tendo atuado os 90 minutos. No jogo seguinte, em 4 de dezembro, Brenner fez seu 1º gol como profissional no empate de 1–1 com o Bahia na última rodada do Brasileirão.

#### 2018
Foi titular absoluto com treinador Dorival Júnior no começo do ano, tendo feito doze jogos e dois gols no período (na derrota de 2–1 para o Corinthians no Paulista e na vitória de 1–0 sobre o Madureira na Copa do Brasil), porém após a demissão de Dorival e a chegada do técnico uruguaio Diego Aguirre ao clube, Brenner foi ficando sem espaço e atuou em apenas dois jogos (em um desses jogos, a vitória de 1–0 sobre o Paraná, ficou chateado quando foi substituído e chorou no banco de reservas), sendo até discutido sua ida para a categoria Sub-20 do clube, ideia que foi recusada pelo jogador por achar que estava sendo desvalorizado.

#### Período no São Paulo Sub-23
Após perder espaço no time principal, foi decidido que Brenner seria integrado ao São Paulo Sub-23 para disputar o Campeonato Brasileiro de Aspirantes 2018 até que o clube decidisse seu futuro. Seu desempenho foi satisfatório, tendo feito quatro gols em três jogos: um em sua estreia na vitória de 3–2 sobre o Athletico Paranaense em 17 de setembro, os dois da vitória por 2–0 sobre o América-MG em 25 de setembro e um novamente contra o Athletico Paranaense em 9 de outubro.

#### Retorno ao time principal
Após um tempo ausente, Brenner voltou ao time titular em 10 de novembro, entrando ainda no 1º tempo no lugar de Gonzalo Carneiro e fez o gol do São Paulo no empate de 1–1 com Corinthians após aproveitar um chute errado de Nenê, em jogo da 33a rodada do Brasileirão.

### Fluminense

#### 2019
Em 25 de maio, após só ter disputado seis partidas pelo São Paulo no ano e ter poucas chances com o técnico Cuca, foi anunciado seu empréstimo ao Fluminense até o final da temporada, sendo apresentando oficialmente no dia 31 de maio e usando a camisa 30.
Fez sua estreia na derrota por 3–0 para o Athletico Paranaense em 2 de junho, em jogo da 7a rodada do Campeonato Brasileiro. Porém, sua estadia no clube de Laranjeiras foi curta, disputando apenas seis jogos e não marcando nenhum gol.

### Retorno ao São Paulo
Ao final de 2019, Brenner foi chamado para disputar a Copa São Paulo de Futebol Júnior de 2019 pelo clube, mas recusou por achar que seria um retrocesso em sua carreira. Devido a isso, o atleta chegou a ficar desanimado e cogitou desistir de jogar futebol, mas Fernando Diniz, com quem já havia trabalhado no Fluminense, resolveu lhe dar uma chance e o integrou nos planos do clube na temporada de 2020.

#### 2020
Foi anunciado sua volta ao tricolor em 5 de janeiro, se reapresentando no dia seguinte.  Fez seu 1º gol na temporada no empate de 1–1 com o Grêmio Novorizontino, válido pela 4a rodada do Campeonato Paulista de 2020.
Em 30 de agosto, Brenner entrou no 2º tempo e fez o gol da vitória por 2–1 sobre o Corinthians pela 6a rodada do Brasileiro, sendo esse o seu 7º gol na carreira e o 3º só no alvinegro. Na vitória por 3–1 sobre o Fluminense, Brenner foi um dos responsáveis pela virada de seu time, fazendo o gol de empate e participando do gol da virada feito por Luciano, na 7a rodada do Brasileiro.
Voltou a marcar em 22 de setembro, na derrota por 4–2 para a LDU na 4a rodada da fase de grupos da Libertadores, além de ter dado a assistência para Tréllez fazer o outro gol do São Paulo. No dia 7 de outubro, fez dois na vitória por 3–0 sobre o Atlético Goianiense na 14ª rodada do Campeonato Brasileiro. No dia 14 de outubro, novanente fez dois gols no emocionante empate de 3–3 com Fortaleza no Castelão, no jogo de ida das quartas de final da Copa do Brasil. Seis dias depois, fez o 2º gol na goleada de 5–1 sobre o Binacional na última rodada da fase grupos da Libertadores.
No memorável jogo de volta da Copa do Brasil com o Fortaleza em 25 de outubro, Brenner fez os dois gols do tricolor no empate de 2–2, que acabou levando o jogos para as penalidades, onde o São Paulo saiu vencedor por 10–9. Em 28 de outubro, fez os dois gols do São Paulo na derrota por 3–2 para o Lanús, tendo o seu 2º gol sido escolhido como o gol mais bonito da rodada de ida da Segunda fase da Sul-Americana. Com esses gols, Brenner chegou a 13 gols na temporada, sendo 10 deles em sete partidas como titular.
No dia 1 de novembro, na goleada de 4–1 sobre o Flamengo, Brenner fez o 2º gol do tricolor após aproveitar falha do zagueiro Gustavo Henrique. Marcou novamente em 7 de novembro, na vitória de 2–1 sobre o Goiás, após cabeçear no cruzamento de Juanfran. Quatro dias depois, foi o autor do gol da vitória por 2–1 sobre o Flamengo no jogo de ida das oitavas da Copa do Brasil após roubar a bola do goleiro Hugo Souza dentro da área e finalizar, garantindo a vitória tricolor. Nesse período, Brenner se tornou o maior artilheiro em uma temporada pelo São Paulo desde 2015, com 17 gols feitos, e o maior artilheiro vindo da base do tricolor, passando Lucas Moura que tinha feito 16 em 2012.
Em 9 de dezembro, fez dois gols e deu uma assistência para Hernanes na goleada de 4–0 sobre o Botafogo, em jogo da 18a rodada do Brasileiro. Com esses gols, Brenner se tornou o 3º maior artilheiro do futebol brasileiro no ano, com 20 gols em 33 partidas, além de ter o 2a melhor média de gols atrás apenas de Pedro, do Flamengo. Voltou a marcar no dia 26 de dezembro, fazendo os dois gols da vitória sobre o Fluminense em jogo da 27a rodada do Campeonato Brasileiro.
Formou com Luciano uma dupla de ataque goleadora na temporada de 2020, chegando a 33 gols feitos (18 marcados por Brenner e 15 por Luciano) e superou o número de gols de todos os atacantes do clube em 2019, 31 tentos. Terminou o ano como o artilheiro do São Paulo, tendo feito 22 gols em 36 jogos e como um dos artilheiros do Brasil, empatado com Thiago Galhardo, Marinho e Diego Souza, além de se tornar o quarto maior artilheiro mais jovem em uma temporada da história do São Paulo. Pelo seu desempenho no mês de dezembro, foi eleito o jogador do mês do Campeonato Brasileiro pela CBF.

#### 2021
Na temporada de 2021, viveu sua maior seca de gols pelo São Paulo desde quando se tornou titular, chegando a sete jogos sem marcar. Após ter sua venda anunciada para o FC Chincinnati, dos Estados Unidos, Brenner postou uma mensagem de agradecimento ao São Paulo em seu Instagram no dia 11 de fevereiro. Ao todo, fez 73 partidas e marcou 26 gols pelo tricolor.
Mesmo com sua transferência, terminou como um dos artilheiros da Copa do Brasil de 2020 com seis gols, ao lado de Rodolfo, Léo Gamalho e Nenê.

### FC Cincinnati

#### 2021
Em 5 de fevereiro de 2021, foi anunciada a sua transferência para o clube americano FC Cincinnati, assinando contrato por 5 anos. O valor da transferência foi de 13 milhões de dólares (cerca de 70 milhões de reais), tendo ainda um bônus de 2 milhões de dólares (cerca de 10,7 milhões em reais) caso atue em dez jogos e 20% (dos 13 milhões de euros) de uma futura venda irá para o São Paulo. Foi apresentado de forma oficial pelo clube um mês depois, em 17 de março.
Fez cinco amistosos de pré-temporada antes de estrear oficialmente pela MLS, tendo feito seu 1º gol em um amistoso que seu time perdeu para o Minnesota United por 3–1, em 3 de abril. Estreou oficialmente em 17 de abril, fazendo um gol de pênalti no empate de 2–2 com o Nashiville, válido pela 1.a rodada da MLS de 2021. Voltou a marcar em 18 de julho, fazendo 2 gols na vitória de 5–4 sobre o Montreal Impact, na 12.a rodada MLS, acabando com um jejum de dez jogos sem marcar.
Em 7 de agosto, fez o gol do Cincinnati no empate de 1–1 com o Orlando City na 18.a rodada da MLS e foi eleito o melhor da partida. Voltou a marcar no dia 21 de agosto, fazendo o único gol na derrota de 4–1 para o NE Revolution, na 21.ª rodada da MLS. Fez um dos gols do Cincinnati na vitória de 2–0 sobre o Toronto na 24.ª rodada da Liga, ajudando o seu clube a vencer depois de 12 jogos sem vitória. Apesar da fase ruim do time, Brenner se transformou no jogador de referência e artilheiro do time, tendo feito seis gols na neste período do campeonato.
Em 18 de setembro, fez um gol aos quatro minutos do primeiro tempo contra o New York City, porém seu time acabou sendo derrotado de virada por 2–1 na 26.ª rodada da MLS. Voltou a marcar gol no dia 28 de outubro, sendo de pênalti e o 2.º de seu clube na partida, na derrota de virada por 6–3 para Nashville, na 32.ª rodada MLS. Em dezembro de 2021, configurou na "22 Under 22" da MLS, uma lista composta pelos 22 melhores atletas abaixo de 22 anos da Liga, tendo Brenner ocupado a 14ª posição e sido o único Cincinnati na lista, além de ter sido o artilheiro do clube na temporada com oito gols.

#### 2022

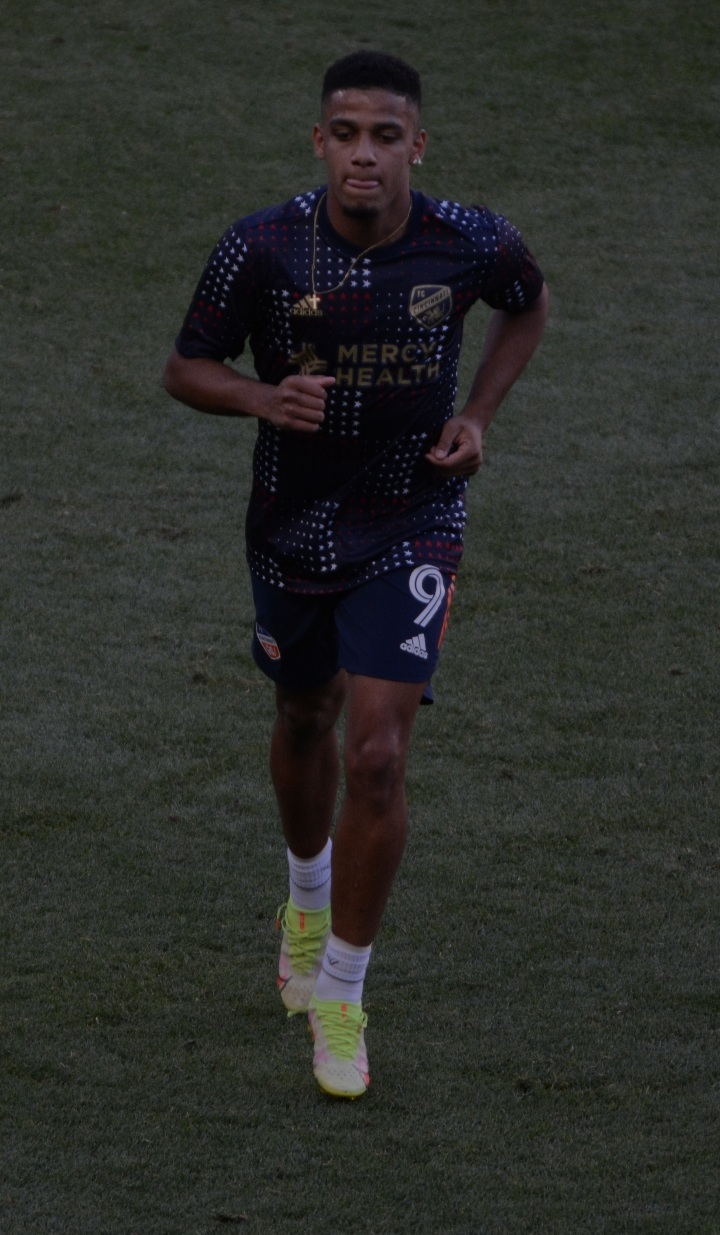
Brenner atuando pelo Cincinnati em 2022.

Em 4 de maio, deu uma assistência para Luciano Acosta fazer o gol do Cincinnati na derrota de 2–1 para o Los Angeles FC. Ainda em maio, foi afastado do time pela diretoria do clube a pedido do treinador Pat Noonan por indisciplina, tendo faltado a dois treinos devido ao fato de estar descontente com a falta de oportunidades. Brenner havia feito apenas oito jogos na temporada e não marcou gols, por isso acabou indo para a reserva.
Ao retornar, deu uma nova assistência em 28 de maio, para Júnior Moreno fazer o último gol do Cincinnati na derrota de 4–3 para o Montreal. Em 24 de junho, fez o gol da vitória por 1–0 sobre o Orlando City na 17ª rodada da MLS. Em 30 de junho, Brenner tornou-se o primeiro atleta da história do Cincinnati a fazer um hat-trick, sendo um empate de 4–4 com o New York FC pela 17ª rodada da MLS. Dois dias depois, marcou novamente no empate de 2–2 com NE England. Essa sua melhor temporada no Cincinnati, tendo feito 18 gols em 37, além de seis passes para gol.

#### 2023
Fez sete partidas e marcou um gol pelo Cincinnati, antes de tranferir-se para a Udinese. Ao todo disputou 71 partidas e marcou 27 gols pelo clube estadunidense.

### Udinese
Foi anunciado como reforço do clube italiano em 26 de abril de 2023, em uma transferência que girou em torno de 10 milhões de dólares (equivalente a 50,4 milhões de reais). Porém como a janela europeia abriria em junho, Brenner só iria atuar pelo clube de Udine na temporada seguinte. Ele fez sua estreia na Série A em 27 de janeiro de 2024, nos minutos finais da partida contra a Atalanta, substituindo Sandi Lovric aos 80 minutos.  Brenner marcou seu primeiro gol pelos Friulianos. em sua estreia oficial na temporada seguinte, na vitória em casa por 4 a 0 sobre o Avellino pela Copa da Itália, em 9 de agosto de 2024.

## Seleção Brasileira

### Sub-15
Foi um dos 23 convocados pelo técnico Guilherme Dalla para um período de uma semana de treinos em Itu visando o Sul-Americano Sub-15, disputando um jogo-treino que o Brasil ganhou por 3–0 sobre o Sub-16 do Guarani, tendo Brenner feito um dos gols.

### Sub-17
Em fevereiro de 2016, foi um dos 20 convocados para a disputa do Torneio de Montaigu, na França. O Brasil terminou em 4º lugar neste torneio ao perder a disputa do 3º lugar para a Inglaterra, por 4–0.
Em 26 de setembro de 2016, foi um dos 23 convocados para representar a Seleção Sub-17 em outubro na Copa BRICS, um torneio preparatório realizado entre países do bloco (Brasil, Rússia, Índia, China e África do Sul) sediado na Índia. Brenner fez um gol neste torneio, na vitória por 3–1 sobre a anfitriã Índia, e ao fim se sagrou campeão ao bater a África do Sul por 5–1 na final, tendo a Seleção terminado o torneio com 100% de aproveitamento.
Em 23 de janeiro de 2017, foi um dos convocados para a última etapa de preparação do Sul-Americano Sub-17.

#### Sul-Americano Sub-17
Em 16 de março, foi um dos 23 convocados para defender o Brasil Sub-17 no Sul-Americano de 2017. Fez um gol na vitória por 2–0 sobre a Argentina, na 5a e última rodada da fase de grupos, além sagrar-se campeão do torneio ao bater o Chile na final por 5–0.

#### Amistosos
Em 16 de agosto, visando a preparação para o Mundial da categoria, foi um dos convocados para dois amistosos contra África do Sul no dia 30 de agosto e contra a Inglaterra em 1 de setembro, na Inglaterra. Fez os dois do Brasil na vitória por 2–1 sobre a Nova Zelândia no dia 28 de setembro.

#### Mundial Sub-17
Em 8 de setembro de 2017, foi um dos 23 convocados pelo técnico Carlos Amadeu para o Mundial Sub-17 de 2017, na Índia. Foi importante na fase de grupos: participou do 1º gol do Brasil feito por Lincoln na vitória de 2–1 contra Espanha na estreia, deu uma assistência para Paulinho fazer o 2º gol na vitória de 2–0 sobre a Coreia do Norte e fez um dos gols na vitória de 2–0 sobre o Níger, ajudando o Brasil a se classificar.
Nas oitavas, foi o autor de dois gols na vitória de 3–0 sobre Honduras, ajudando o Brasil a passar de fase. O Brasil venceria ainda a Alemanha por 2–1 nas quartas e chegaria a semifinal, mas foi derrotada pela futura campeã Inglaterra por 2–1. Na disputa do 3º lugar, deu uma assistência para Yuri fazer o 2º gol da vitória por 2–0 sobre o Mali e encerrar a participação da Seleção no Mundial.

### Sub-20
Em 23 de abril de 2018, foi um dos convocados pelo técnico Carlos Amadeu para a segunda da etapa de preparação visando o Sul-Americano Sub-20 de 2019, no Chile. Essa foi sua primeira convocação para a categoria. Foi novamente convocado em 25 de junho do mesmo ano para um período de treinos em Belo Horizonte visando Sul-Americano.

### Principal
Em 16 de maio de 2018, Brenner foi chamado por Tite para completar os treinos da Seleção Principal entre 23 a 25 de maio, ficando duas semanas treinando com o grupo na Granja Comariy.

## Estatísticas
Atualizadas até dia 21 de setembro de 2022.[carece de fontes?]

### Clubes
| Equipe            | Temporada         | Campeonato nacional | Campeonato nacional | Campeonato nacional | Copa nacional[a] | Copa nacional[a] | Copa nacional[a] | Competições continentais[b] | Competições continentais[b] | Competições continentais[b] | Outros torneios[c] | Outros torneios[c] | Outros torneios[c] | Total | Total | Total   |
| Equipe            | Temporada         | Jogos               | Gols                | Assist.             | Jogos            | Gols             | Assist.          | Jogos                       | Gols                        | Assist.                     | Jogos              | Gols               | Assist.            | Jogos | Gols  | Assist. |
| ----------------- | ----------------- | ------------------- | ------------------- | ------------------- | ---------------- | ---------------- | ---------------- | --------------------------- | --------------------------- | --------------------------- | ------------------ | ------------------ | ------------------ | ----- | ----- | ------- |
| São Paulo         | 2017              | 4                   | 1                   | 0                   | —                | —                | —                | —                           | —                           | —                           | —                  | —                  | —                  | 4     | 1     | 0       |
| São Paulo         | 2018              | 6                   | 1                   | 0                   | 3                | 1                | 0                | 1                           | 0                           | 0                           | 9                  | 1                  | 0                  | 19    | 3     | 0       |
| São Paulo         | 2019              | 5                   | 0                   | 0                   | —                | —                | —                | —                           | —                           | —                           | 1                  | 0                  | 0                  | 6     | 0     | 0       |
| São Paulo         | Total             | 15                  | 2                   | 0                   | 3                | 1                | 0                | 1                           | 0                           | 0                           | 10                 | 1                  | 0                  | 29    | 4     | 0       |
| Fluminense        | 2019              | 5                   | 0                   | 0                   | 1                | 0                | 0                | —                           | —                           | —                           | —                  | —                  | —                  | 6     | 0     | 0       |
| Fluminense        | Total             | 5                   | 0                   | 0                   | 1                | 0                | 0                | 0                           | 0                           | 0                           | 0                  | 0                  | 0                  | 6     | 0     | 0       |
| São Paulo         | 2020              | 27                  | 11                  | 3                   | 6                | 6                | 0                | 6                           | 4                           | 1                           | 5                  | 1                  | 0                  | 44    | 22    | 4       |
| São Paulo         | Total             | 27                  | 11                  | 3                   | 6                | 6                | 0                | 6                           | 4                           | 1                           | 5                  | 1                  | 0                  | 44    | 22    | 4       |
| Chincinnati       | 2021              | 33                  | 8                   | 1                   | —                | —                | —                | —                           | —                           | —                           | —                  | —                  | —                  | 33    | 8     | 1       |
| Chincinnati       | 2022              | 31                  | 18                  | 6                   | —                | —                | —                | —                           | —                           | —                           | —                  | —                  | —                  | 31    | 18    | 6       |
| Chincinnati       | 2023              | 7                   | 1                   | 0                   | —                | —                | —                | —                           | —                           | —                           | —                  | —                  | —                  | 7     | 1     | 0       |
| Chincinnati       | Total             | 71                  | 27                  | 7                   | 0                | 0                | 0                | 0                           | 0                           | 0                           | 15                 | 2                  | 0                  | 71    | 27    | 6       |
| Udinese           | 2022–23           | 0                   | 0                   | 0                   | 0                | 0                | 0                | 0                           | 0                           | 0                           | 0                  | 0                  | 0                  | 0     | 0     | 0       |
| Udinese           | Total             | 0                   | 0                   | 0                   | 0                | 0                | 0                | 0                           | 0                           | 0                           | 0                  | 0                  | 0                  | 0     | 0     | 0       |
| Total na carreira | Total na carreira | 118                 | 40                  | 10                  | 10               | 7                | 3                | 7                           | 4                           | 1                           | 15                 | 2                  | 0                  | 144   | 53    | 11      |

- a. ^  Jogos da Copa do Brasil
- b. ^  Jogos da Copa Libertadores e Copa Sul-Americana
- c. ^  Jogos do Campeonato Paulista

### Seleção Brasileira
Abaixo estão listados todos jogos e gols do futebolista pela Seleção Brasileira, desde as categorias de base. Abaixo da tabela, clique em expandir para ver a lista detalhada dos jogos de acordo com a categoria selecionada.
Sub-17
| Ano   |       |      |         |       |
| Ano   | Jogos | Gols | Assist. | Média |
| ----- | ----- | ---- | ------- | ----- |
| 2015  | 3     | 0    | 0       | 0     |
| 2016  | 3     | 2    | 0       | 0     |
| 2017  | 12    | 4    | 2       | 0,11  |
| Total | 18    | 6    | 2       | 0,11  |

## Títulos

### Seleção Brasileira Sub-17
- Copa BRICS: 2016
- Campeonato Sul-Americano: 2017

### Artilharias
- Copa do Brasil: 2020 (6 gols)